# Верхнее Мбому
Верхнее Мбому (фр. Haut-Mbomou; санго Sêse tî kömändâ-kötä tî Tö-Mbömü) — префектура на востоке Центральноафриканской Республики.
- Административный центр — город Обо.
- Площадь — 55 530 км², население — 38 184 человека (2003 год).

## География
Граничит на северо-западе с префектурой Верхнее Котто, на юго-западе с префектурой Мбому, на востоке с Южным Суданом, на юге с Демократической Республикой Конго. В центральной части префектуры находится природный заповедник Земонго.

## Субпрефектуры
- Джемах
- Обо
- Земио